# 羅 (麻薩諸塞州)
羅是一個位於美國麻薩諸塞州富蘭克林縣的鎮。

## 人口
根據2020年美國人口普查的數據，羅的面積為62.20平方千米，當中陸地面積為60.70平方千米，而水域面積為1.50平方千米。當地共有人口424人，而人口密度為每平方千米7人。